# GP Denain 1965
De 7e editie van de wielerwedstrijd GP Denain werd gehouden op 20 april 1965. De start en finish vonden plaats in Denain in het Franse Noorderdepartement. Op het podium stonden drie Belgen Frans Verbeeck en Willy Van Den Eynde maar de winnaar was Ludo Janssens.

## Uitslag
| GP Denain 1965 (175 km) |                     |                          |      |
| Plaats                  | Naam                | Ploeg                    | tijd |
| Winnaar                 | Ludo Janssens       | Pelforth-Sauvage-Lejeune |      |
| 2                       | Willy Van Den Eynde | Wiel's-Groene Leeuw      |      |
| 3                       | Frans Verbeeck      | Wiel's-Groene Leeuw      |      |

1959 · 1960 · 1961 · 1962 · 1963 · 1964 · 1965 · 1966 · 1967 · 1968 · 1969 · 1970 · 1971 · 1972 · 1973 · 1974 · 1975 · 1976 · 1977 · 1978 · 1979 · 1980 · 1981 · 1982 · 1983 · 1984 · 1985 · 1986 · 1987 · 1988 · 1989 · 1990 · 1991 · 1992 · 1993 · 1994 · 1995 · 1996 · 1997 · 1998 · 1999 · 2000 · 2001 · 2002 · 2003 · 2004 · 2005 · 2006 · 2007 · 2008 · 2009 · 2010 · 2011 · 2012 · 2013 · 2014 · 2015 · 2016 · 2017 · 2018 · 2019 · 2020 · 2021 · 2022 · 2023 · 2024 · 2025